# Szentendre történelmi városmagja

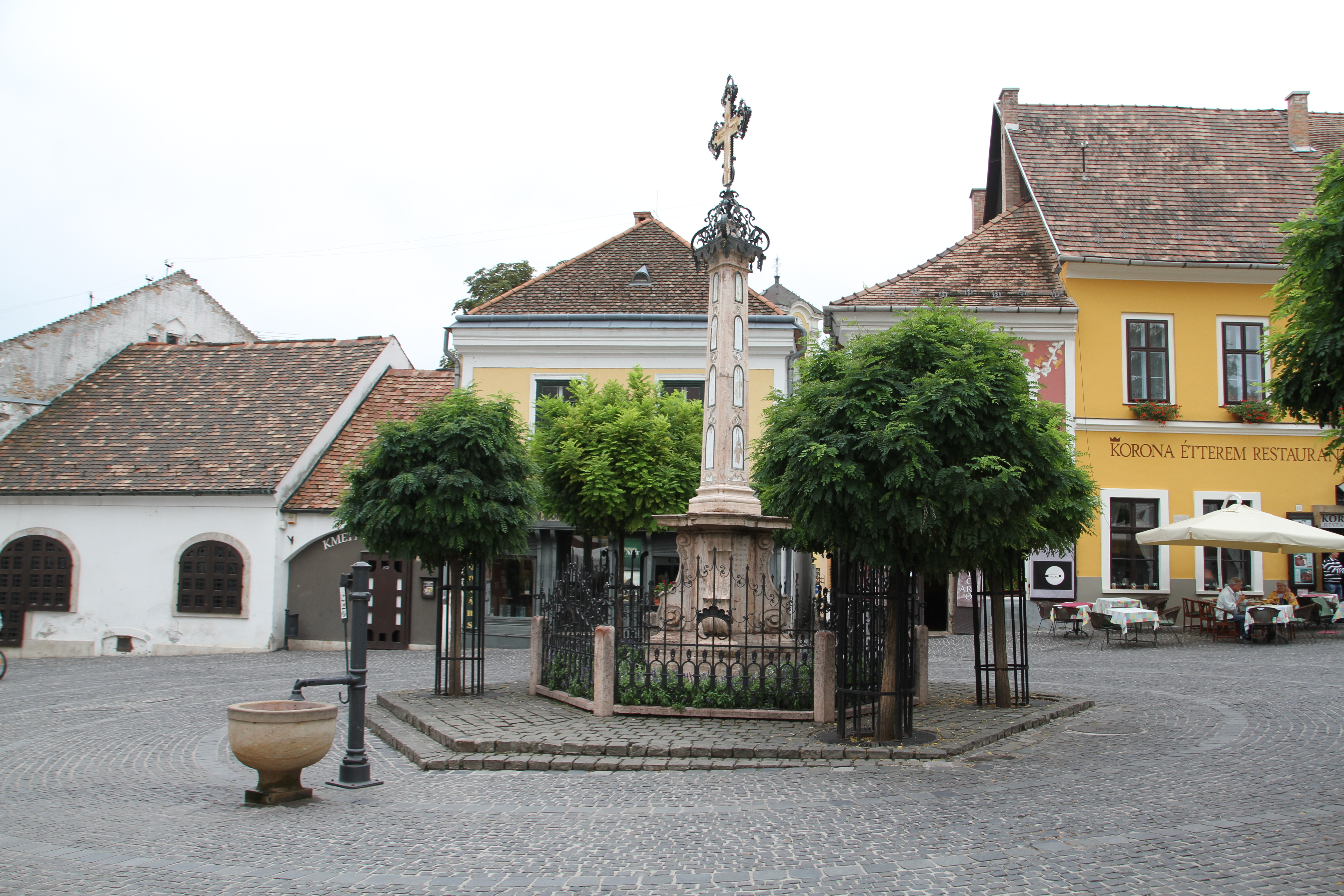
A felújított Fő tér

Szentendre történelmi városmagja Szentendre legrégibb, belső területe.

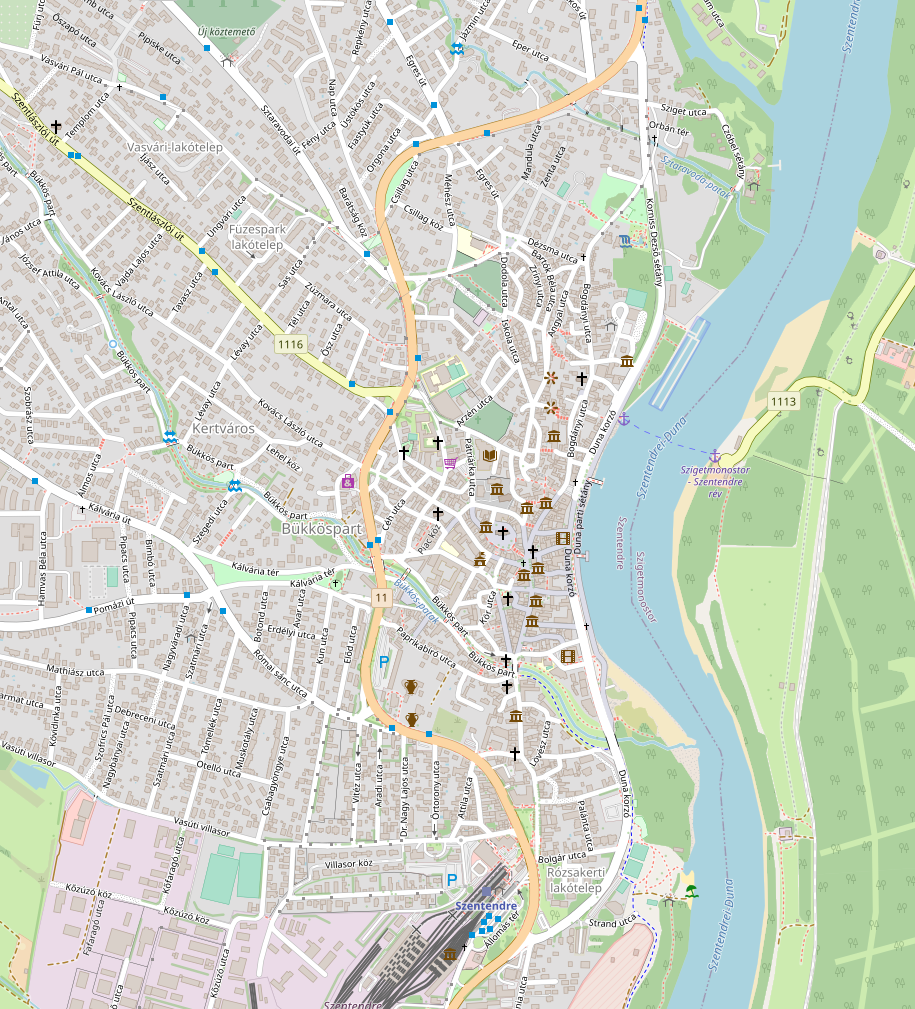
Szentendre belső részének térképe

## Elhelyezkedése
A H5-ös HÉV Állomás téri végállomásától a Kossuth Lajos utca, a Bükkös-patak felett átívelő Apor híd után pedig a Dumtsa Jenő utca vezet a Fő tér felé, ahonnan a Bogdányi utcán keresztűl juthatunk a Duna korzóra. A városmag felett emelkedik a Templomdomb.

## Látnivalók
A történelmi városmag központja a Fő tér (korábbi nevén Marx tér). A tér az egykori szerb negyed (mehala) központja volt.  Műemlék barokk, illetve copf stílusú lakóházak szegélyezik. Ezek egykor többnyire a szerb kereskedők otthonai voltak. A tér közepén áll a Szerb Kereskedő Társaság keresztje, amit 1763-ban emeltek hálából, hogy a pestisjárvány elkerülte a várost. A téren található a Szentendrei Képtár, a sarkon a Blagovestenszka görögkeleti templom, mellette pedig a Ferenczy Múzeum.  
A tér felett magasodik a Templomdomb, melyre hangulatos sikátorokon-lépcsőkön lehet feljutni. A domb teteje a Templom tér, ahonnan szép kilátás nyílik a városra és a Dunakanyarra. A domb közepén áll a Keresztelő Szent János-plébániatemplom. A templom mögött található a Czóbel Béla Múzeum. 
A Városháza a domb mellett, a Városháza téren áll. A 18. század elején kezdték építeni, majd többször bővítették. A domb másik oldalán van az opovaciak mehalájának a temploma, a szintén a 18. században épült Opovacska, amely ma a város református temploma. Ettől nem messze emelkedik a város egyik legfontosabb műemléke, a 20. század elején eklektikus stílusban emelt görögkeleti püspöki palota és a hozzá tartozó szerb egyházművészeti gyűjtemény. A negyed központja a Görög utca, szép műemlék barokk épületekkel.
A Bogdányi utca (korábban Vörös hadsereg útja) a város főutcája, a Dumtsa Jenő utca folytatása. Bevásárlóutcának is tekinthető, sok külföldi turistával. Az utca végénél áll a Lázár cár keresztje. 
Az utca felett van a Rab Ráby tér, a dalmát betelepülők főtere. A teret meghatározza az az épület, amely a hagyomány szerint egykor Ráby Mátyás tulajdonában volt. A Preobrazsenszka szerb ortodox templom ettől északra, a domboldal tövében épült. Ekörül leginkább a szőlőművelésre emlékeztető utcák vannak, hiszen a Szamárhegy környékén lakó katolikus dalmátok részben szőlőműveléssel foglalkoztak. Sok háznak volt itt borospincéje.

## Műemléki kereskedőházak
Mivel a város központjában drágák voltak a telkek, a kereskedők többnyire keskeny, emeletes, kétablakos, meglehetősen egyszerű házakat építettek. A földszinten volt az üzlethelyiség, az emeleten a kereskedő lakása, a magas padlástérben pedig a raktár. Többnyire kőházak voltak, néha azonban vályogfalazás is előfordul. Mivel gyakran korábbi házak alapjaira építettek rá, megőrződött a középkori utcaszerkezet.

## Fontosabb épületek
- Városháza
- Ráby Mátyás háza

### Templomok
- Belgrád-székesegyház (szerbül: Београдска)
- Blagovestenszka görögkeleti templom (szerbül: Благовештенска)
- Pozsarevacska szerb ortodox templom (szerbül: Пожаревачка)
- Preobrazsenszka szerb ortodox templom (szerbül: Преображенска)
- Péter-Pál plébániatemplom (szerbül: Ђипровачка)
- Keresztelő Szent János plébániatemplom
- Református templom (Opovacska)
- Izbégi templom (Szent András templom)

### Múzeumok
- Czóbel Béla Múzeum
- Ferenczy Múzeum
- Kovács Margit Múzeum
- Szerb Egyházi Múzeum
- Szamos Múzeum
- Skanzen Galéria
- Retro Design Múzeum
- Palmetta Design Center
- Micro Art Múzeum
- Hubay Ház
- Erdész Galéria
- Nemzeti Bormúzeum
- Művészet Malom

### Egyéb kulturális intézmények
- Szentendrei Teátrum
- Szentendrei Kulturális Központ

## A belváros képekben

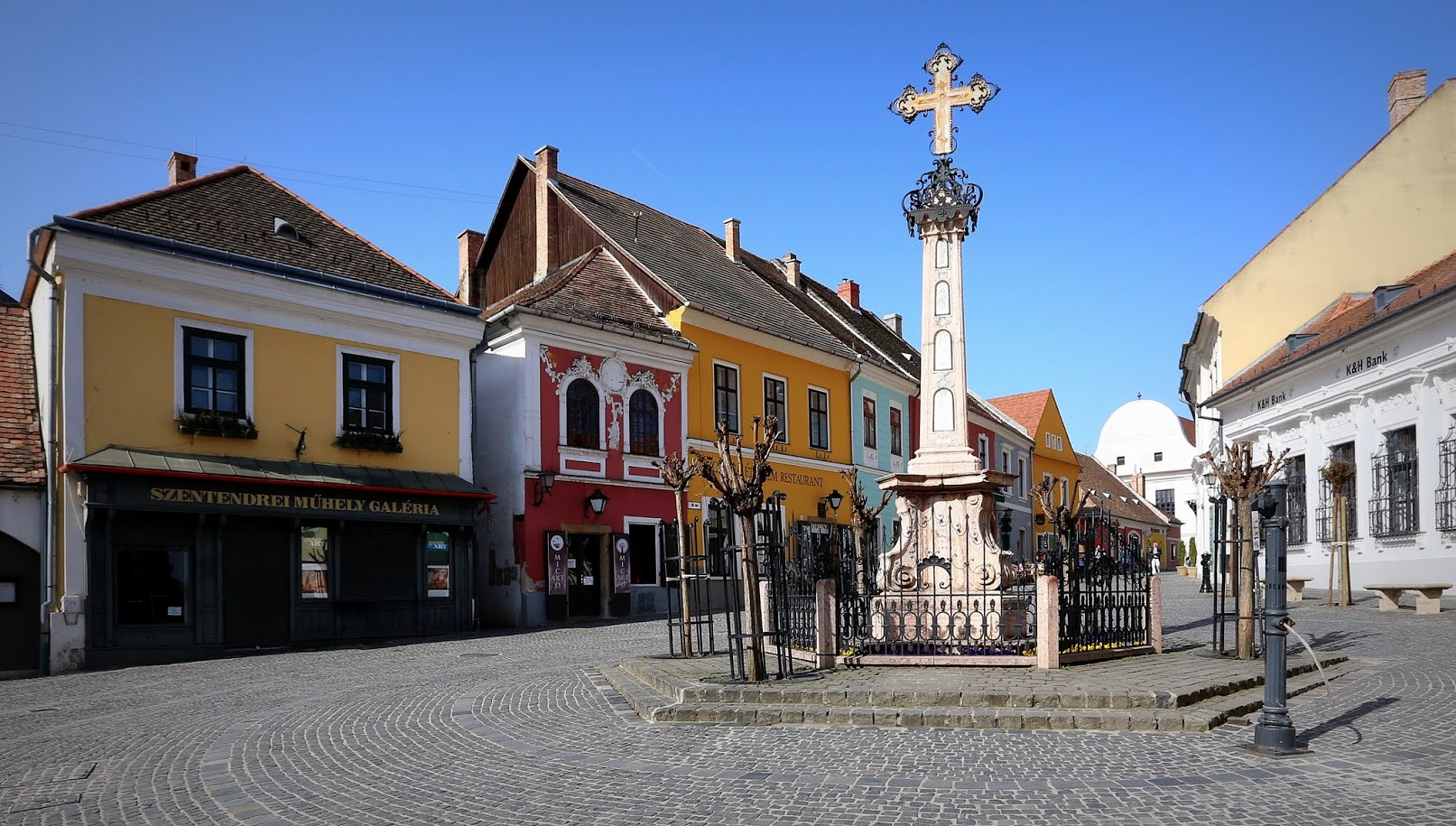
A Fő tér
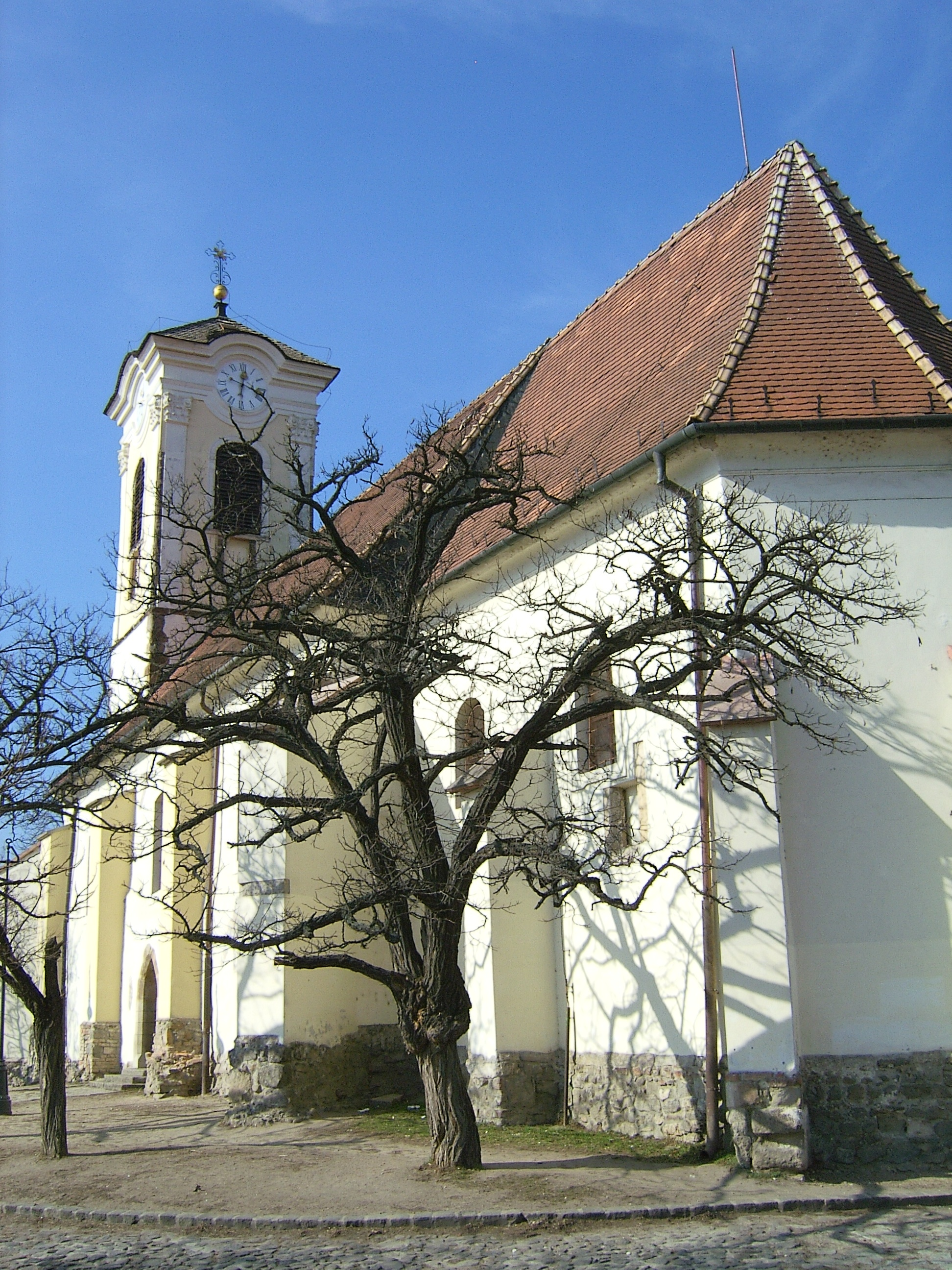
A római katolikus plébániatemplom
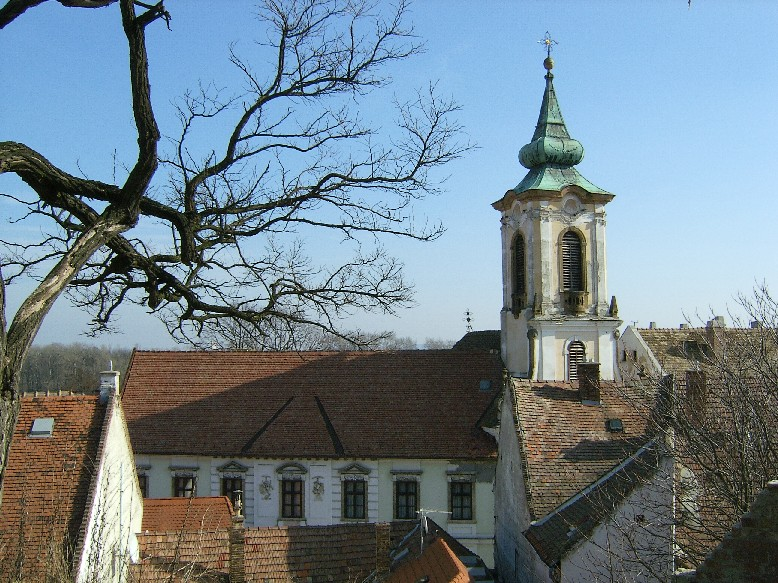
A Blagovestenszka
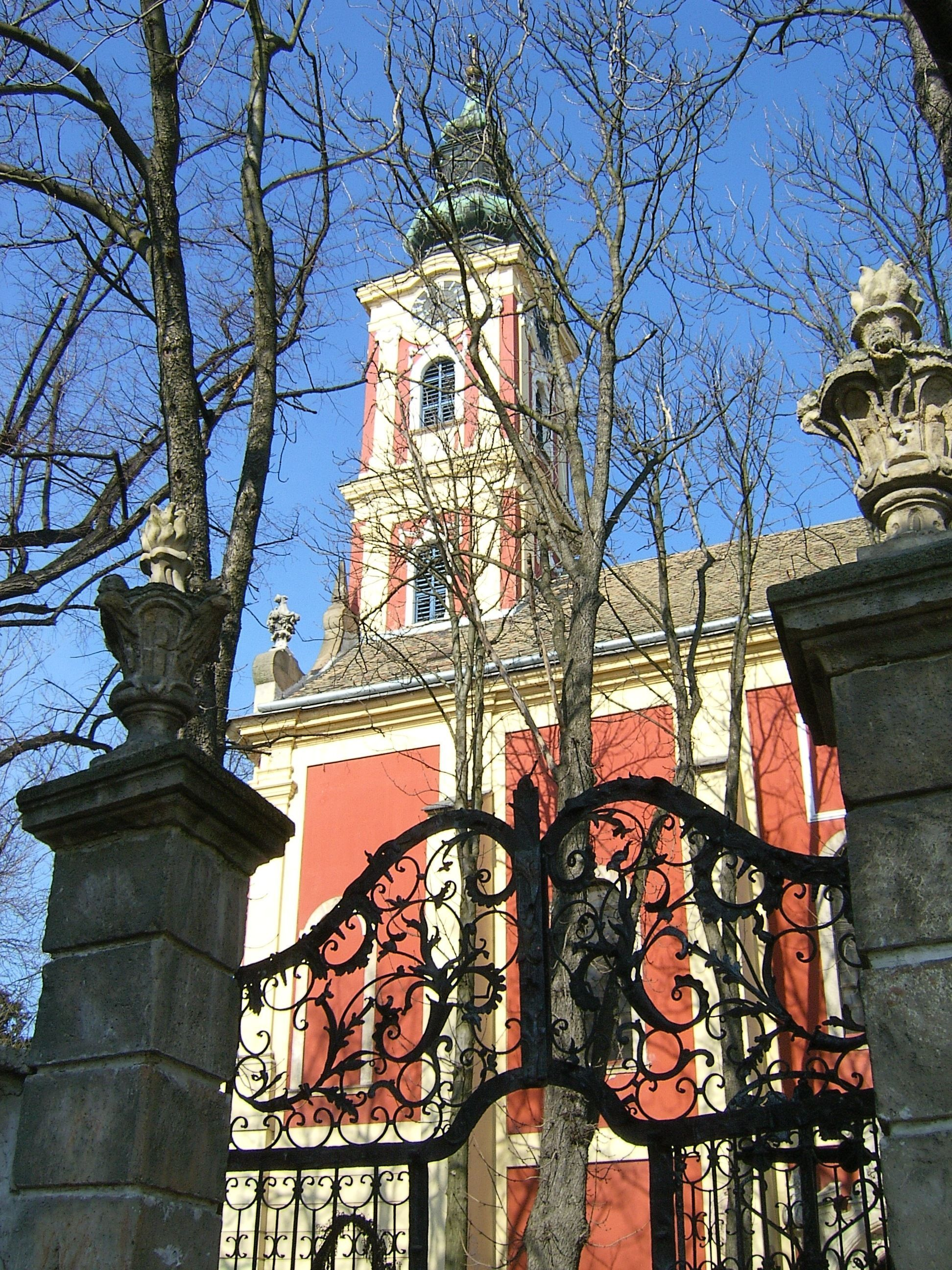
A Belgrád-székesegyház
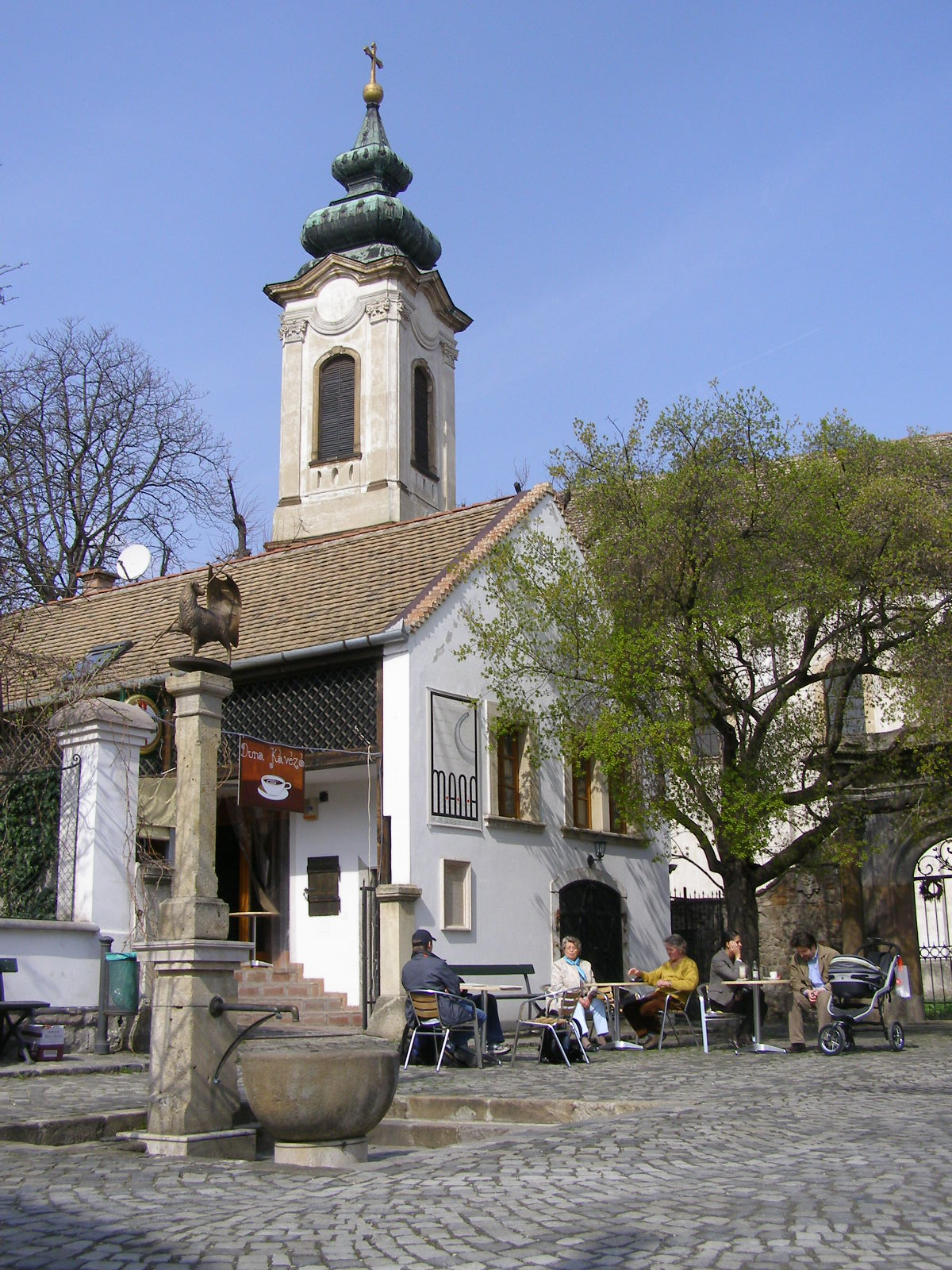
A görögkeleti templom
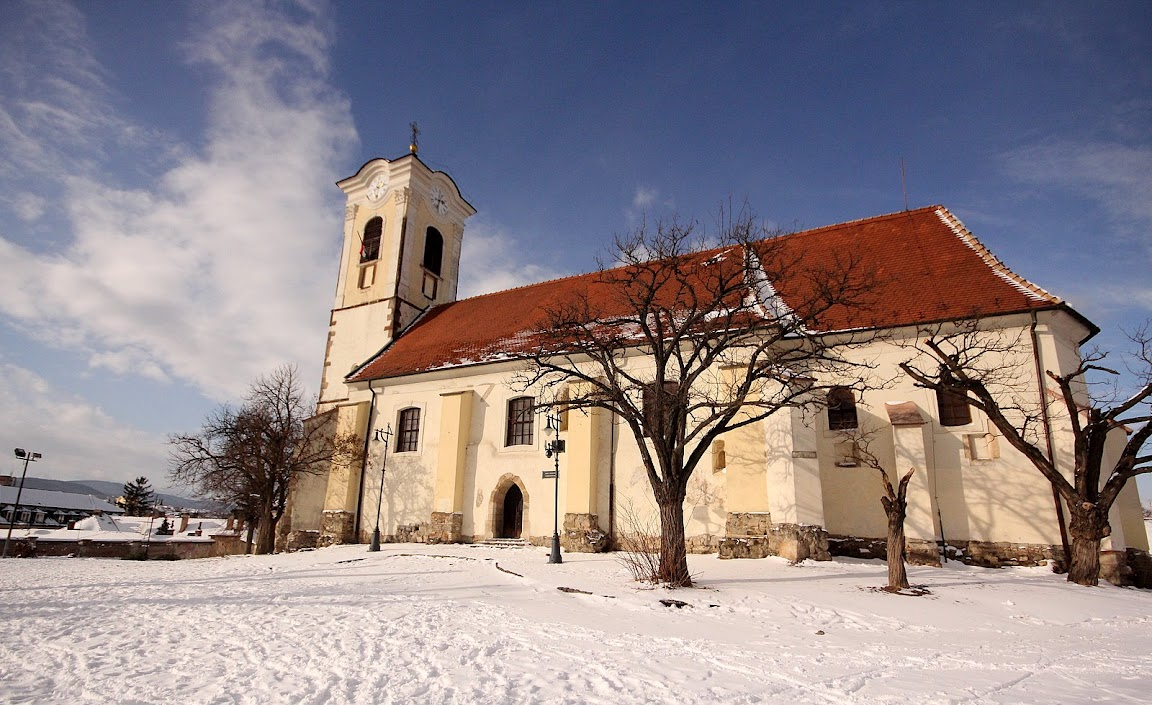
Szent András-templom (ma Keresztelő Szent János-templom)
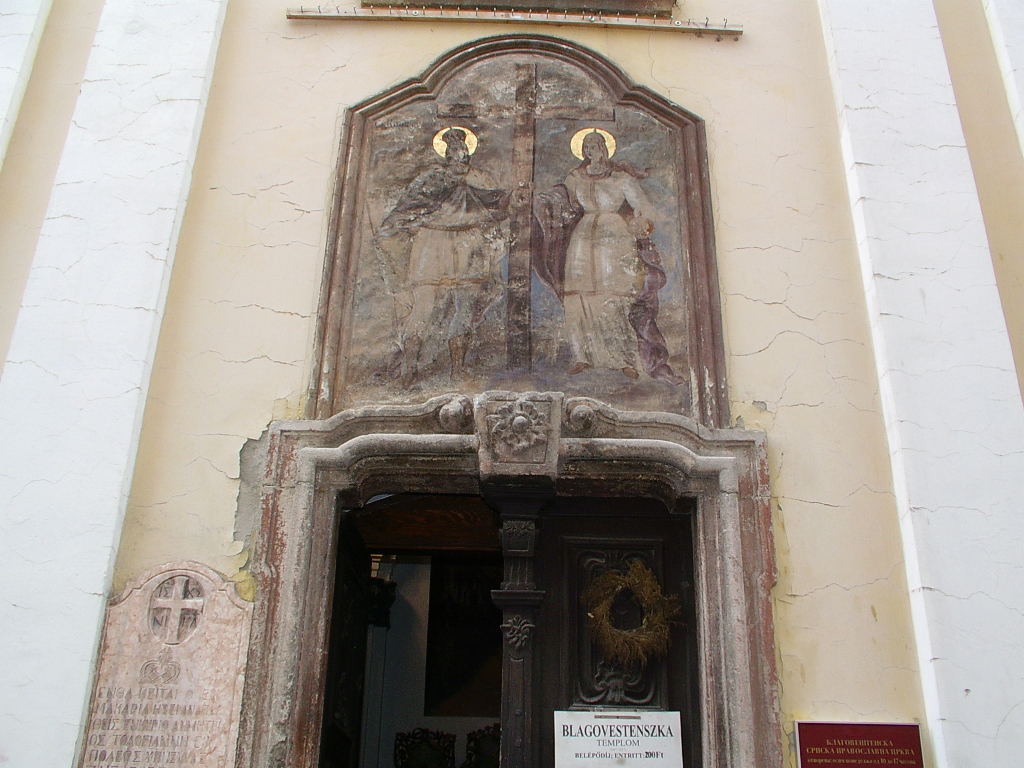
Szentendrei ortodox templom
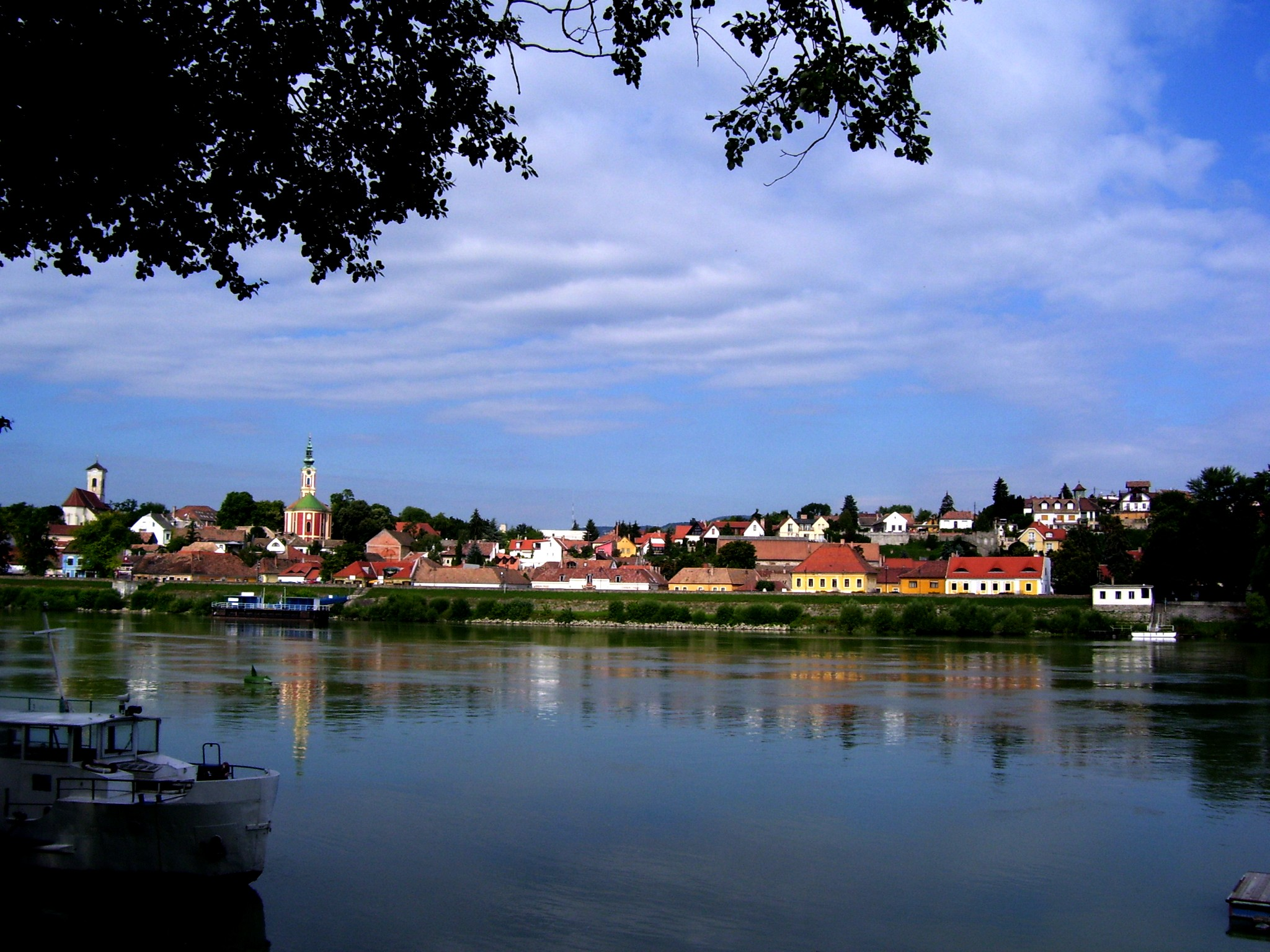
Szentendre a Duna felől Rimanóczy Jenő fotója (2008)
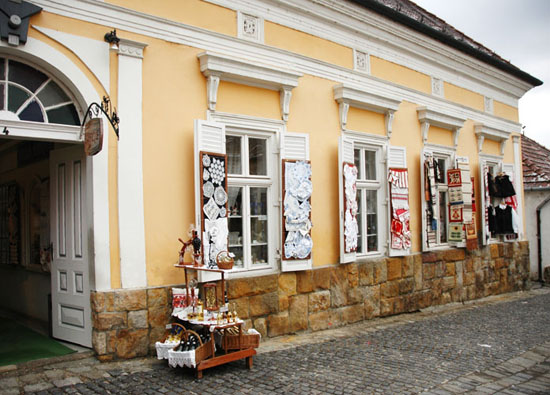
Feldíszített spaletták
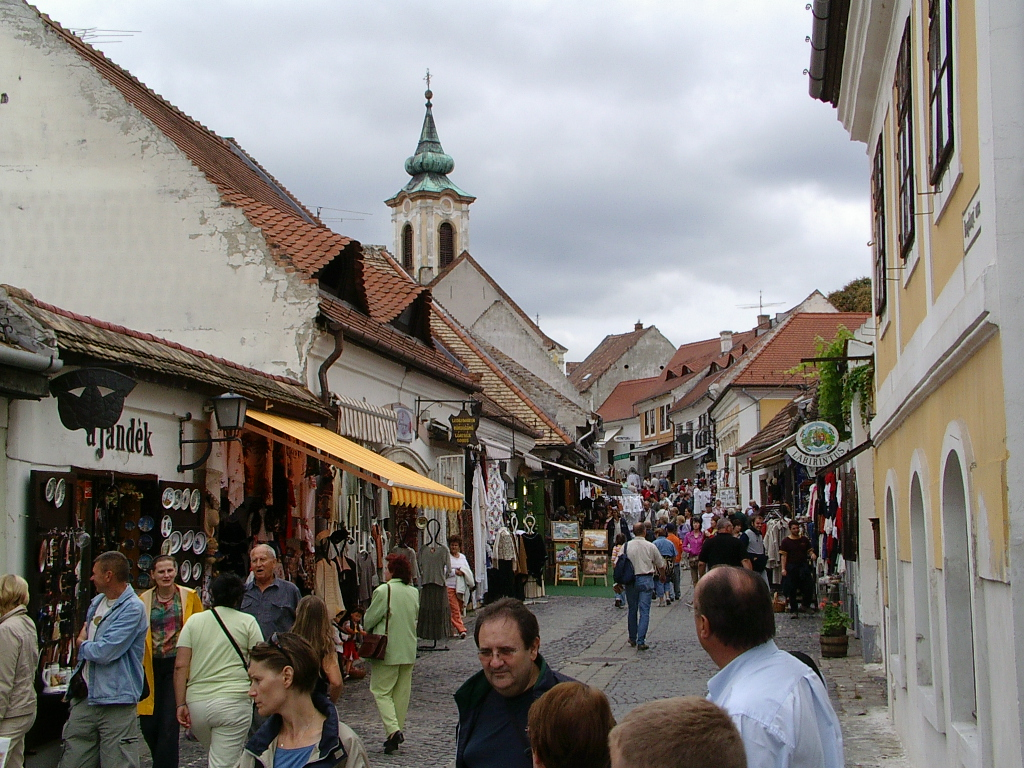
A Bogdányi utca
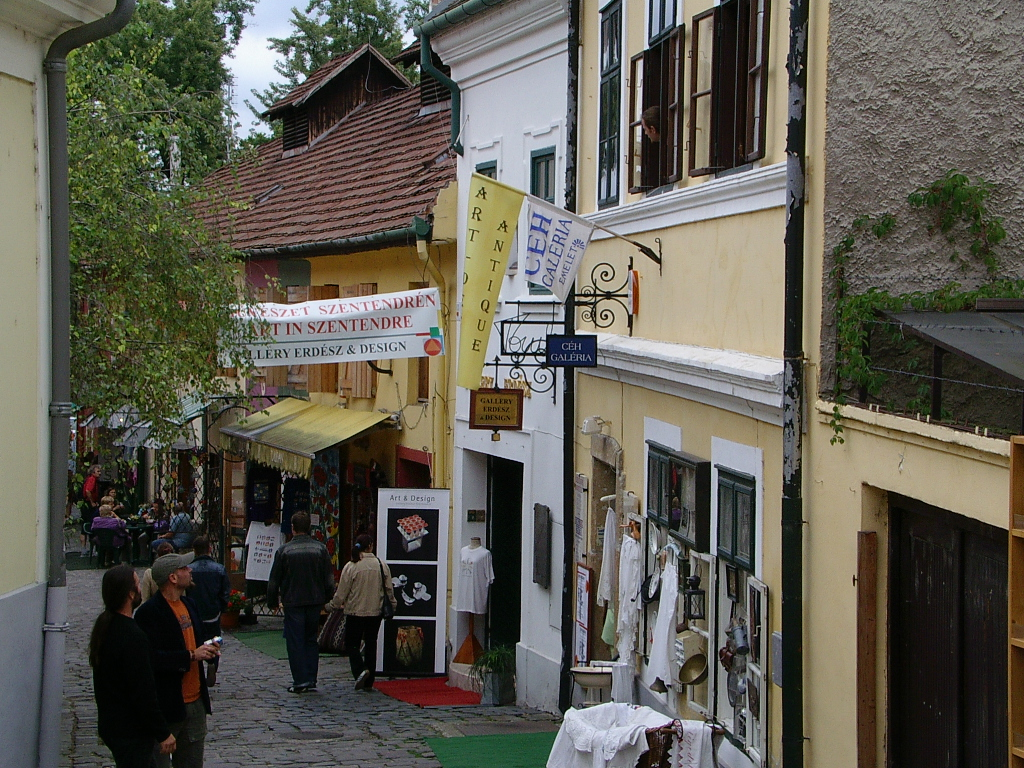
Turisták sokasága
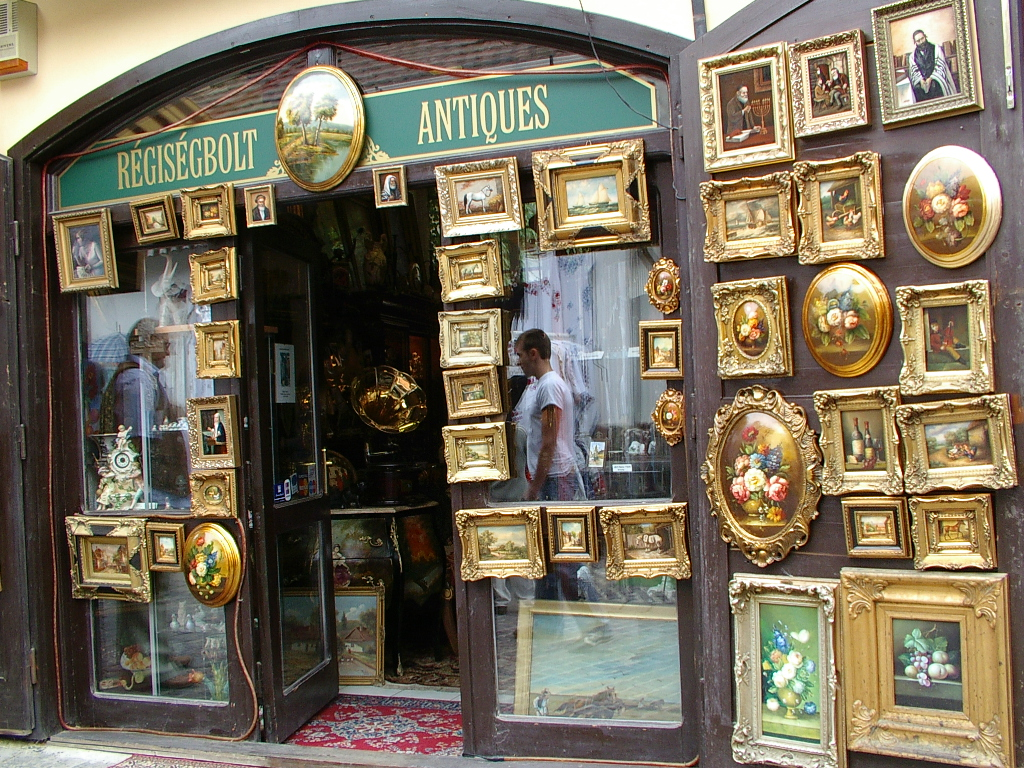
Belvárosi üzlet